# Мосгорсмех
МосГорСме́х рос. МосГорСмех — російське комедійне скетч-шоу. Виходить в ефір на каналі СТС у Росії та на каналі ТЕТ в Україні.

## Загальні відомості
Це щоу "про нас, і про Вас, а може і про інші, загалом, про всі «москвичах». В лапках, тому що мова йде про москвичів не за місцем народження, а про тих, хто живе в столиці, тих, хто змушений перебувати в ній з цілого ряду причин. Навчання, робота, нові перспективи, сім'я, щастя і розчарування — ось лише деякі з них, і кожна була розглянута в скетч шоу «Мосгорсмех». Корінні москвичі теж знайдуть для себе приводи посміятися над ситуаціями зі свого життя і життя своїх сусідів «москвичів», що потрапили в кумедні ситуації.
Герої серіалу «Мосгорсмех» — типові представники московських архетипів, що називається «колоритні представники» зі своїми національними, культурними особливостями та поглядами на життя. Вони впізнавані з першого разу і в той же час непомітні, адже ми щодня бачимо їх на вулицях — і кожен день можемо бачити в шоу «Мосгорсмех», дивитися онлайн яке тепер дуже і дуже просто.
Усіх цих людей — найрізноманітніших — притягує Москва, загадкова і відкрита, швидка і жорстка, місто можливостей і місто розчарувань, чарівна, таємнича, літня і зимова Москва. Місто, в якому треба побувати — і стати персонажем серіалу «МосГорСмех». Москва — це місто, в якому залишаються і з якого прагнуть вирватися, який ненавидять і люблять, приймають або упокорюються з ним.
Отже, серіал «МосГорСмех» розповідає нам про життя подібних людей з різним, часто неординарним ставленням до столиці та її законам виживання. Вони живуть своїм звичайним життям — заводять друзів, навчаються, будують кар'єру, містять сім'ю і т. д. Подібних людей ми бачимо щодня, у зв'язку з цим ще цікавіше серіалу «Мосгорсмех» дивитися нові серії онлайн. Вони можуть викликати симпатію чи навпаки злити, але ставлення до них навряд чи колись стане невизначеним.
Закладений в серіал «Мосгорсмех» принцип повинен, на думку авторів проекту, об'єднати гумор, актуальний для москвичів і гостей столиці, показати ситуації, які однаково добре сприймаються людьми з неоднаковим територіальним становищем. Це дорослий гумор, який відтіняється соціальними аспектами, зачіпає деякі проблеми в гумористичному ключі, даючи привід замислитися.
«Мосгорсмех» — серіал на СТС, який об'єднав в собі всі види гумору, жорсткі і легкі скетчі із соціальною орієнтацією, в яких зачіпаються вигадані, але такі реальні життєві ситуації. Серіал «Мосгорсмех» створений для москвичів, створений для жителів регіонів, створений для всіх тих, хто цінує і розуміє справжній гумор, який не залежить від територіальної приналежності.
Серіал «Мосгорсмех» завжди висвітлює найбільш значущі, цікаві події, теми і ситуації. Кожна серія відрізняється захоплюючими жартами, відмінним відображенням реальної дійсності в призмі хороших жартів і здорового сміху, прекрасною грою акторів, повністю зливаються з власною роллю. Часом це відбувається настільки явно, що неможливо розрізнити, де гра, а де життя.
У постійному високому ритмі, в якому живе Москва, пропустити черговий випуск серіалу — звичайна справа. На щастя, тепер можна виправити становище, можна просто дивитися серіал «Мосгорсмех» онлайн безкоштовно і не реєструючись. Для цього досить зайти в розділ «МосГорСмех» на Molodejj.tv, запустити на перегляд потрібний випуск і насолоджуватися!

## Постійні персонажі і сюжетні лінії

### ЗАТ «Московська міліція»
У Москві відкрилося перше недержавне, комерційне відділення міліції, яке надає платні послуги населенню по «міліцейської лінії».

### Сім'я навпаки
Ірина фінансовий директор великої будівельної компанії, а Вася приблизний домогосподар. Вася хоче любові та уваги, а Іра відпочити від роботи. Але при всьому вище сказаному, вони люблять один одного і знаходять можливості зробити це життя яскравішим і щасливішим.

### Співак на Арбаті
Про сам актуальному і наболіле співає співак від народу прямо в центрі Москви на Арбаті.

### Гамлет Казбековіч
Справжній майстер своєї справи! Гамлет Казбековіч — людина, яка може продати що завгодно і кому завгодно.

### Районні війни
Чого тільки не роблять голови столичних районів, щоб довести керівництву, що саме вони гідні почесного звання «Найкращий район міста» і збільшення у бюджет!

### Чиновник вдома
Микола Сергійович Першин — чиновник високого ранга. Любить свою роботу. Навіть опинившись вдома, намагається вирішувати побутові та сімейні питання, використовуючи бюрократичний інструмент.

### Сім'я Зайцевих
Сім'я Зайцевих працює на одному московському телеканалі. Практично весь час подружжя проводять на роботі. І тому всі реалії звичайних сімейних відносин у них проходять через прямий ефір.

### Жовта преса
Найбільш правдиві статті про столичні знаменитості пишуть журналісти газети «Жовта Москва», керує якою Ельвіра Генріхівна Корф. Для Ельвіри Генріхівна є тільки один принцип — «Ніяких принципів!».
| Фільми | Це незавершена стаття про кінофільм. Ви можете допомогти проєкту, виправивши або дописавши її. |